# Paranimf

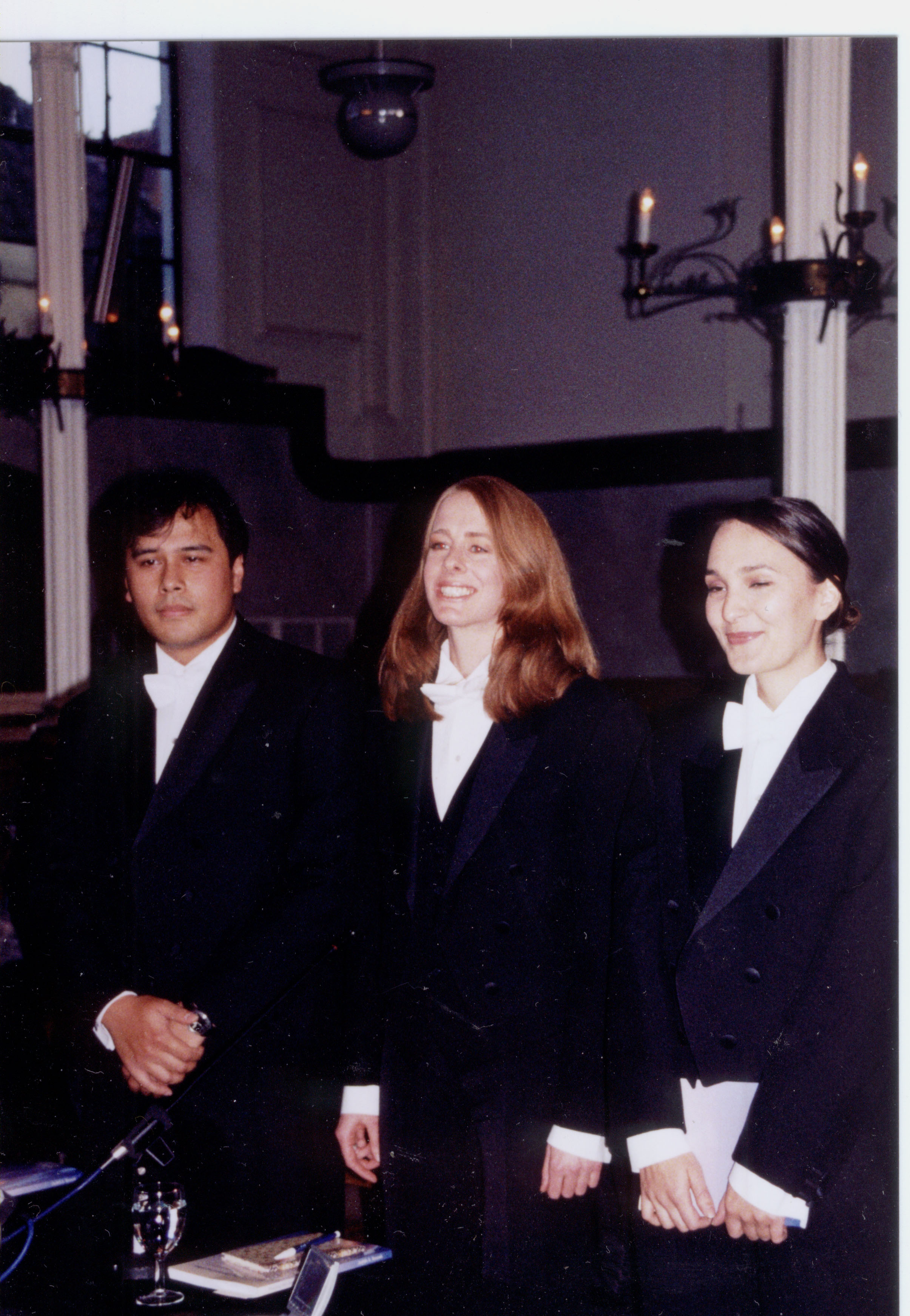
Een Leidse promovenda te midden van twee paranimfen

Paranimfen zijn de begeleiders van een promovendus tijdens de verdediging van zijn of haar proefschrift. 
De promovendus wordt meestal begeleid door twee paranimfen. De oorspronkelijke betekenis van paranimf is bruidsjonker of bruidsmeisje. In het verleden werd afstuderen of promoveren ook wel gezien als het sluiten van een huwelijk met de universiteit, dus mogelijk ligt daar de verklaring van het gebruik om paranimfen mee te nemen bij de promotie. Het is een typisch Nederlandse traditie.
Paranimfen hebben tegenwoordig vooral een ceremoniële functie, hoewel zij oorspronkelijk bedoeld zijn om het proefschrift te verdedigen in het geval de promovendus hier zelf niet toe in staat is (bijvoorbeeld door een ongeval of ziekte), of wanneer de promovendus ruggespraak wil houden voor het beantwoorden van een vraag. Een paranimf kan een collega, familielid, vriend(in) of studiegenoot van de promovendus zijn, en heeft niet noodzakelijkerwijs kennis van zaken van het onderwerp van het proefschrift. Het is dus een erebaan, zoals het getuigen bij een huwelijk. Men wordt geacht in dezelfde formele stijl gekleed te gaan als de promovendus. Paranimfen kan gevraagd worden tijdens de promotieplechtigheid stellingen voor te lezen als daarover een vraag gesteld wordt.